# Ralph Goings
Ralph Goings (ur. 9 maja 1928, zm. 4 września 2016) – amerykański malarz, związany w latach 60. i 70. XX wieku z nurtem fotorealizmu. Najbardziej znany z wyjątkowo dokładnych obrazów współczesnych mu barów i ciężarówek. Studiował w Kalifornijskim Uniwersytecie Sztuk Pięknych w Oakland.